# 보츠와나 항공

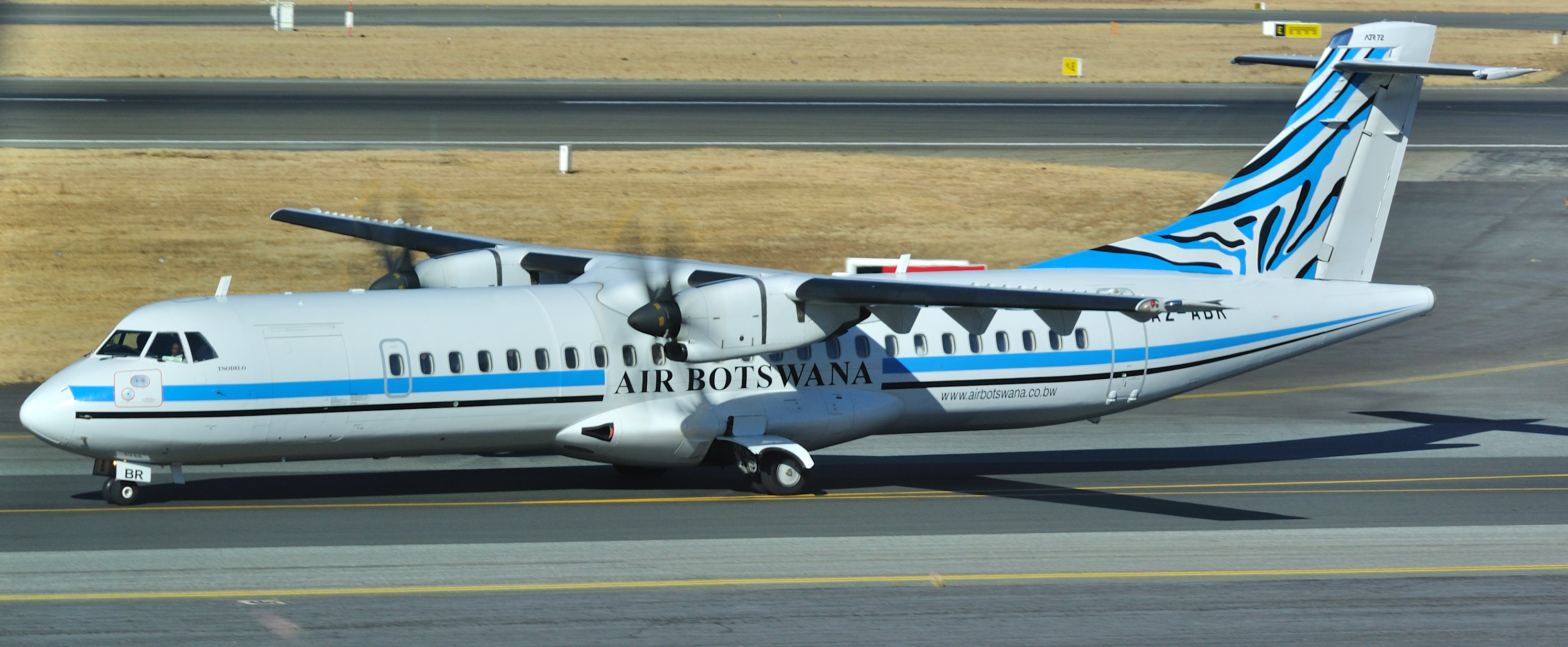

보츠와나 항공 또는 에어 보츠와나(Air Botswana)는 보츠와나의 국유 국책 항공사로서 본사는 가보로네에 위치해 있다. 세레체카마경 국제공항에 메인 베이스를 두며 국내, 지역 비행편을 제공한다. 수년 간 보츠와나 항공은 수익을 내지 못하고 있으며 기업 사유화라든지 기업 경영진에 변화를 주는 등 여러 차례의 변화를 시도해왔다.